# Austria en los Juegos Paralímpicos de Londres 2012
Austria estuvo representada en los Juegos Paralímpicos de Londres 2012 por un total de 32 deportistas, 27 hombres y cinco mujeres.

## Medallistas
El equipo paralímpico austríaco obtuvo las siguientes medallas:
| Nombre               | Deporte          | Evento                                        |
| -------------------- | ---------------- | --------------------------------------------- |
| Oro                  |                  |                                               |
| Günther Matzinger    | Atletismo        | 400 m T46 masculino                           |
| Günther Matzinger    | Atletismo        | 800 m T46 masculino                           |
| Walter Ablinger      | Ciclismo en ruta | Ruta H2 masculino                             |
| Pepo Puch            | Hípica           | Doma individual estilo libre grado «Ib» mixto |
| Plata                |                  |                                               |
| Walter Ablinger      | Ciclismo en ruta | Contrarreloj H2 masculino                     |
| Doris Mader          | Tenis de mesa    | Individual 3 femenino                         |
| Stanislaw Fraczyk    | Tenis de mesa    | Individual 9 masculino                        |
| Bronce               |                  |                                               |
| Natalija Eder        | Atletismo        | Jabalina F12/13 femenino                      |
| Thomas Geierspichler | Atletismo        | 400 m T52 masculino                           |
| Bil Marinkovic       | Atletismo        | Disco F11 masculino                           |
| Wolfgang Schattauer  | Ciclismo en ruta | Ruta H1 masculino                             |
| Wolfgang Schattauer  | Ciclismo en ruta | Contrarreloj H1 masculino                     |
| Pepo Puch            | Hípica           | Doma individual grado «Ib» mixto              |